# Miguel Bernardeau
	Miguel Ángel Benardeau Duato (12 de dezembro de 1996, Valencia, Espanha), mas conhecido como Miguel Bernardeau é um ator espanhol, que ficou mais conhecido por interpretar Guzmán Nunier Osuna na série de Netflix, Élite.

## Biografia
Miguel Bernardeau é filho da atriz Ana Duato e do produtor Miguel Ángel Bernardeau. Ele estudou Artes Dramáticas nos Estados Unidos, nas escolas de atuação da Santa Monica College e Academia Americana de Artes Dramáticas.

## Vida pessoal
Desde novembro de 2018, mantém uma relação amorosa com a cantora espanhola Aitana, que foi confirmada em 2019 por meio de suas contas no Instagram. Eles se mudaram juntos em setembro de 2020, em um chalé no valor de 750.000€ em Madrid.

## Carreira
De volta à Espanha, ele começou sua carreira profissional no mundo da interpretação da série Cuéntame cómo pasó, dando vida a um soldado em uma pequena aparição em 2016.
Em 2017, estreou no cinema com o filme Es por tu bien.
Em 2018, interpretou Isaac na série Sabuesos. Mais tarde, ele lança Ola de Crimes, uma comédia dirigida por Gracia Querejeta e na qual ele participa com Juana Acosta, Maribel Verdú e Paula Echevarría.
Logo após, se juntou ao elenco da série Netflix Élite, na qual interpreta Guzmán, um adolescente de uma família rica que mudará sua vida com a chegada de três bolsas de estudos a Las Encinas, um instituto privado onde estuda. Em 16 de julho de 2021, ele confirmou que não estava mais no elenco da série.

## Filmografia

### Cinema
| Ano  | Título          | Papel                | Diretor/a        |
| ---- | --------------- | -------------------- | ---------------- |
| 2017 | Es por tu bien  | Dani                 | Carlos Therón    |
| 2018 | Ola de crímenes | Julen                | Gracia Querejeta |
| 2021 | Josefina        | Sergio López Mirador | Javier Marco     |

### Televisão
| Ano           | Título                  | Papel               | Canal     | Notas            |
| ------------- | ----------------------- | ------------------- | --------- | ---------------- |
| 2016          | Cuéntame cómo pasó      | Alpuente            | La 1      | 1 episódio       |
| 2017          | Inhibidos               | Toni                | Playz     | 7 episódios      |
| 2018          | Sabuesos                | Isaac               | La 1      | 5 episódios      |
| 2018–2021     | Élite                   | Guzmán Nunier Osuna | Netflix   | 24 episódios     |
| 2019–presente | Caronte                 | Javier Sáez         | Telecinco |                  |
| 2021          | Élite: historias breves | Guzmán Nunier Osuna | Netflix   | 6 episódios      |
| 2021          | Todo lo otro            | Iñaki               | HBO Max   | 4 episódios      |
| 2022-presente | 1899                    | Angel               | Netflix   | Elenco principal |